# Miltonia cyrtochiloides
Miltonia cyrtochiloides är en orkidéart som beskrevs av João Barbosa Rodrigues. Miltonia cyrtochiloides ingår i släktet Miltonia och familjen orkidéer. Inga underarter finns listade i Catalogue of Life.